# Tanja Szewczenko
Tanja Szewczenko, née le 26 juillet 1977, est une patineuse artistique allemande qui travaille depuis 2001 en tant qu'actrice.

## Biographie
Tanja Szewczenko est née à Düsseldorf. Son père est ukrainien, sa mère est Russe allemande.

### Carrière sportive
Tanja Szewczenko est triple championne d'Allemagne de patinage artistique. Elle faisait partie du Düsseldorfer EG où elle s'entraînait sous la direction de Hugo Dümler, puis avec Peter Meyer à Dortmund (jusqu'en 1995) et Peter Jonas. A seulement seize ans, elle remporte la médaille de bronze lors des championnats du monde 1994. Deux ans plus tard, souffrant d'une mononucléose infectieuse, elle  est contrainte de faire une pause qui durera presque deux ans.
Elle fait un retour prometteur en automne 1997, remportant à domicile la Coupe d'Allemagne à Gelsenkirchen devant la future championne du monde Irina Sloutskaïa. Au Trophée NHK à Nagano, elle bat une ancienne championne du monde, Chen Lu et une future championne du monde, Maria Butyrskaya. Ces performances lui permettaient de se qualifier pour la finale du Grand Prix ISU à Munich. Elle s'y classe seconde derrière l'américaine Tara Lipinski, ce qui est considéré comme le plus grand succès de sa carrière.
En 1998, elle atteint de nouveau le podium d'une grande compétition internationale en obtenant le bronze lors des championnats d'Europe 1998. Elle faisait même partie des favorites pour une médaille aux Jeux olympiques d'hiver de 1998 à Nagano, mais a dû y renoncer à la suite d'une maladie (la grippe). Après une carrière ponctuée de plusieurs blessures et de nombreux forfaits, le futur sportif de Tanja Szewczenko était après 1999 très incertain.

### Reconversion
Parallèlement à ses efforts infructueux pour retrouver ses succès dans le patinage, elle essaya de se reconvertir comme mannequin et actrice. Elle apparut, entre autres dans les éditions allemandes d'avril 1999 et de mars 2007 du magazine Playboy. Sa dernière apparition sur la glace fut à l'occasion des championnats d'Allemagne en janvier 2000 à Berlin. Un an plus tard, elle annonçait le 15 janvier 2001 son retrait officiel du patinage artistique.
Dès 2002, elle jouait le rôle dans Katinka « Kati » Ritter dans le soap opera allemand Unter Uns. Sa dernière apparition dans cette série a eu lieu le 5 décembre 2005. De septembre 2006 à janvier 2009 elle a joué le rôle de Diana Sommer dans la série de RTL Television, Alles was zählt (connue en France sous le titre Le Rêve de Diana). Le 25 février 2011, Tanja a donné naissance à son premier enfant, une fille, prénommée Jona. Le père de l'enfant est Norman Jeschke, son petit-ami de longue date et son partenaire d'entrainement.

## Palmarès
| Compétition                         | 1993    | 1994    | 1995    | 1996    | 1997    | 1998    | 1999    | 2000    |  |  |  |  |  |  |
| Jeux olympiques d'hiver             |         | 6e      |         |         |         | F       |         |         |  |  |  |  |  |  |
| Championnats du monde               | 7e      | 3e      | F       | 6e      |         | 9e      |         |         |  |  |  |  |  |  |
| Championnats d’Europe               | 4e      | 5e      | 4e      | 5e      |         | 3e      | A       |         |  |  |  |  |  |  |
| Championnats d'Allemagne            | 3e      | 1re     | 1re     | 2e      | F       | 1re     | 2e      | 3e      |  |  |  |  |  |  |
| Championnats du monde juniors       | 3e      |         |         |         |         |         |         |         |  |  |  |  |  |  |
|                                     |         |         |         |         |         |         |         |         |  |  |  |  |  |  |
| Grand Prix ISU                      | 1992/93 | 1993/94 | 1994/95 | 1995/96 | 1996/97 | 1997/98 | 1998/99 | 1999/00 |  |  |  |  |  |  |
| Finale du Grand Prix                |         |         |         |         |         | 2e      |         |         |  |  |  |  |  |  |
| Coupe d'Allemagne                   | 8e      | 1re     | 3e      | 4e      |         | 1re     |         |         |  |  |  |  |  |  |
| Trophée NHK                         |         |         | 4e      |         |         | 1re     |         |         |  |  |  |  |  |  |
| Légende : F = Forfait ; A = Abandon |         |         |         |         |         |         |         |         |  |  |  |  |  |  |

## Filmographie
- 2002-2005 : Unter uns : Kati Ritter
- 2006-2009 : Le Rêve de Diana (Alles was zählt) : Diana Sommer